# 67V busz (Budapest)
A budapesti 67V jelzésű autóbusz a Baross tér, Keleti pályaudvar és a Mézeskalács tér között közlekedett. A vonalat a Budapesti Közlekedési Zrt. üzemeltette.

## Története
1997. március 10-én közlekedett az utolsó menetrend szerinti a 67-es villamos. Pótlására 67V jelzéssel pótlóbusz indult a Baross tér, Keleti pályaudvar és Rákospalota, MÁV-telep között. A rákospalotai végállomást 2001-ben Mézeskalács térre nevezték át.
2008. március 1-jén az M4-es metróvonal építése miatt a Baross téri végállomása átkerült a 20-as és a 30-as buszok mellé, melyet a Dózsa György út – Verseny utca terelt útvonalon ért el.
2008. szeptember 5-én megszűnt, helyét teljes mértékben a meghosszabbított 5-ös busz vette át.

## Útvonala
| Mézeskalács tér felé | Baross tér, Keleti pályaudvar felé |
| --- | --- |
| Baross tér, Keleti pályaudvar vá. – Thököly út – Mexikói út – Erzsébet királyné útja – Kolozsvár utca – Mézeskalács tér vá. | Mézeskalács tér vá. – Szent Korona útja – Vasutastelep utca – Széchenyi út – Kolozsvár utca – Erzsébet királyné útja – Mexikói út – Thököly út – Dózsa György út – Verseny utca – Baross tér, Keleti pályaudvar vá. |

## Megállóhelyei
| 0  | Baross tér, Keleti pályaudvar végállomás | 20 | 7, 7, 20, 30, 73, 78, 173, Pólus 73, 76, 78, 79, 80 24 Budapest-Keleti |
| ∫  | Verseny utca                             | 19 | 30                                                                     |
| 1  | Dózsa György út                          | 18 | 7, 30, 73                                                              |
| 2  | Cházár András utca                       | 17 | 7, 73                                                                  |
| 3  | Stefánia út                              | 16 | 7, 73 72, 75                                                           |
| 5  | Hungária körút                           | 15 | 7, 7, 73, 173, Pólus 72 1, 1A Budapest-Zugló                           |
| 7  | Korong utca                              | 13 |                                                                        |
| 9  | Erzsébet királyné útja, aluljáró         | 12 | 70 1, 1A, 3, 69                                                        |
| 10 | Laky Adolf utca                          | 10 | 3, 69                                                                  |
| 12 | Nagy Lajos király útja                   | 9  | 32 3, 62, 69                                                           |
| 13 | Fűrész utca                              | 8  | 62, 69                                                                 |
| 14 | Rákospatak utca                          | 7  | 25 62, 69                                                              |
| 15 | Miskolci utca                            | 6  | 25 62, 69                                                              |
| 16 | Öv utca                                  | 4  | 24, 25, 70, Palota 62, 69                                              |
| 17 | Tóth István utca                         | 3  | 25, Palota 62, 69                                                      |
| ∫  | Kolozsvár utca                           | 2  | 25, Palota 62, 69                                                      |
| ∫  | Vasutastelep utca                        | 1  | 231 62, 69                                                             |
| 18 | Mézeskalács tér végállomás               | 0  | 231 62, 69                                                             |